# Wochma (Ort)
Wochma (russisch Во́хма) ist eine Siedlung (possjolok) in der Oblast Kostroma in Russland mit 4386 Einwohnern (Stand 14. Oktober 2010).

## Geographie
Der Ort liegt etwa 360 km Luftlinie ostnordöstlich des Oblastverwaltungszentrums Kostroma. Es befindet sich gut 4 km vom rechten Ufer des namensgebenden Flusses Wochma entfernt, in den die durch den Ort fließende kleine Wotschka etwa 7 km südöstlich mündet.
Wochma ist Verwaltungszentrum des Rajons Wochomski sowie Sitz der Landgemeinde Wochomskoje selskoje posselenije, zu der  außerdem die Dörfer Schabaschicha (3 km westlich) und Schtschipizyno (1 km westlich, beide ohne ständige Einwohner) sowie die Siedlungen (possjolok) Bereschok (4 km ostnordöstlich, am rechten Wochma-Ufer) und Majak (6 km östlich, am linken Wochma-Ufer) gehören.

## Geschichte
Der Ort entstand etwa gegen Ende des 17. Jahrhunderts am Kreuzungspunkt alter regionaler Handelswege. Zunächst trug er den Namen Wosnessenje, später auch in der Form Wosnessenskoje, nach der Bezeichnung der Kirche des Ortes, im Russischen für Christi Himmelfahrt. Ab 1780 gehörte er zum Ujesd Nikolsk der Statthalterschaft Wologda, ab 1796 des Gouvernements Wologda, und wurde dort im 19. Jahrhundert Sitz einer Wolost.
Spätestens am 10. April 1924, als der Ort Verwaltungssitz eines Rajons des von 1918 bis 1929 existierenden Gouvernements Nördliche Dwina (Sewero-Dwinskaja gubernija) wurde, erfolgte die Umbenennung in Wochma, nach dem nahen Fluss. 
Am 2. Juni 1928 empfing der junge Lehrer Nikolai Reinholdowitsch Schmidt (1906–1942), ein Funkamateur, in Wochma einen SOS-Ruf der Italia-Nordpolexpedition Umberto Nobiles. Er meldete seine Beobachtung nach Moskau, worauf eine internationale Rettungsaktion einsetzte, die später im Hörspiel SOS … rao rao … Foyn thematisiert wurde.
Nachdem der Ort Wochma mit dem Rajon von 1929 bis 1936 zum Nördlichen Krai, bis 1937 zur kurzlebigen Nördlichen Oblast und danach zur Oblast Wologda gehört hatte, wurde er am 13. August 1944 an die neugebildete Oblast Kostroma abgegeben.
Ab 1964 war Wochma Siedlung städtischen Typs, verlor diesen Status aber 1992 wieder und ist seither ländliche Siedlung.

### Bevölkerungsentwicklung
| Jahr | Einwohner |
| ---- | --------- |
| 1939 | 3013      |
| 1959 | 3422      |
| 1970 | 4060      |
| 1979 | 4339      |
| 1989 | 4953      |
| 2002 | 4785      |
| 2010 | 4386      |

Anmerkung: Volkszählungsdaten

## Verkehr
Wochma liegt an der Regionalstraße 34N-11, die beim westlich gelegenen Rajonzentrum Pyschtschug an der auf dem Territorium der Oblast als 34R-10 bezeichneten Verbindung Uren – Scharja – Nikolsk – Kotlas beginnt, das nordwestlich benachbarte Pawino durchquert und weiter ins östlich benachbarte Bogowarowo führt. Die nächstgelegene Bahnstation ist Schabalino gut 70 km südlich, bereits in der Oblast Kirow bei der Siedlung Leninskoje, an der Stammstrecke (von Moskau über Jaroslawl nach Kotelnitsch) der Transsibirischen Eisenbahn.
Am südwestlichen Rand des Ortes befindet sich ein kleiner Flugplatz, über den sporadische Verbindung ins Oblastzentrum besteht (Stand 2014).